# Place d'Espagne (Pontevedra)
La place d'Espagne est une voie piétonne datant du XIXe siècle située dans le centre-ville de Pontevedra (Espagne), en bordure du centre historique de la ville et de l'Alameda de Pontevedra.

## Origine du nom
La place doit son nom au fait qu'elle abrite le siège des institutions politiques les plus importantes de la ville et en est le centre névralgique.

## Historique
La place d'Espagne s'est développée à la fin du XIXe siècle en suivant le tracé de l'ancienne muraille médiévale avec la construction du nouvel hôtel de ville comme espace de transition entre le centre historique et l'Alameda de Pontevedra, qui avait été l'ancien verger du couvent des Dominicains et que ceux-ci ont transformé en 1648 en lieu de promenade et qui, en 1847, a été fermé par des murs de pierre. C'est avec l'expansion urbaine de la fin du XIXe siècle, qui a rendu effective l'architecte Alejandro Sesmero, que le processus de formation de l’Alameda et de ce fait de la place dEspagne, a pris forme dans le cadre de l'expansion bourgeoise de la ville. L'extension et l'aménagement de la place d'Espagne étaient inclus dans le projet commandé par le conseil municipal en 1880 à l'architecte Alejandro Sesmero pour la planification et l'aménagement de l'Alameda.
La place en tant que telle est rapidement devenue un espace central important de la ville, car c'était la place de l'hôtel de ville et d'autres bâtiments de grande importance institutionnelle et politique, comme le palais du conseil provincial de Pontevedra, très proches. Elle était connue sous le nom de place de la Mairie. En août 1911 sur le côté ouest de la place, à côté de l’Alameda, le monument aux héros de Puente Sampayo réalisé par Julio González-Pola y García à l'occasion du premier centenaire de la bataille de Ponte Sampaio contre les Français a été érigé à l'emplacement d'un petit étang circulaire en pierre qui a été retiré. La statue a été entourée d'un petit jardin clos par une petite balustrade en fer et l'est restée jusque dans les années 1960.
Dans les années 1920, la place est devenue un point de transit pour le tramway électrique de Pontevedra à Marín, mis en service en décembre 1924 et qui passait devant la mairie, et à partir de 1943 pour le trolleybus qui l'a remplacé. En 1936, la place a pris le nom de Plaza de España, remplaçant le nom de Plaza de la República, qu'elle avait pendant la Seconde République. Avec la construction de la route N-550 reliant La Corogne à la frontière portugaise, la place est devenue un lieu de passage pour les automobiles à partir des années 1940. Avec la croissance de la circulation automobile au cours des décennies suivantes, la place a perdu sa configuration initiale à un seul niveau et un îlot central végétalisé a été créé pour séparer les deux sens de circulation.
En 1950, la construction du nouveau bâtiment institutionnel du gouvernement civil de la province de Pontevedra a été prévue dans la ville, pour laquelle, suivant les recommandations de l'État espagnol, la ville de Pontevedra a cédé un terrain rectangulaire isolé au nord-ouest de la place d'Espagne. Selon les exigences officielles, le bâtiment devait être construit dans la partie la plus digne de la ville où les sièges des autorités municipales (hôtel de ville) et provinciales (conseil provincial de Pontevedra) devaient coexister dans le même espace. Le bâtiment a été inauguré en 1958.
Dans les années 1970, l'aménagement paysager autour du monument aux héros de Puente Sampayo a été étendu et la clôture en fer forgé a été retirée. Le 4 avril 1983, le président de la Xunta de Galicia de l'époque, Gerardo Fernández Albor, a inauguré une fontaine lumineuse à jets multiples qui a entouré le monument pendant des années. En 2009, elle a été démantelée lorsque les travaux du nouveau parking souterrain de la place ont commencé.
La place a été entièrement réaménagée, complètement pavée et entourée de granit à chacune de ses extrémités, récupérant ainsi sa plate-forme unique et la rendant piétonne. Sur le côté nord de la place, à l'extrémité la plus proche de la rue Arzobispo Malvar, des dalles de pierre ont été installées avec l'inscription Circunvalación de 4 mètres de long, rappelant la première voie de contournement de Pontevedra du XVIe siècle (qui reliait le pont du Bourg à la partie haute de la ville, du côté extérieur des remparts et qui fut pavée au XVIIIe siècle) et devant la mairie, l'inscription Concello de Pontevedra a été posée sur des dalles de pierre du sol. La place a été inaugurée comme nouveau centre piétonnier de la ville le 12 novembre 2010. À partir de ce moment, la place est devenue le lieu de la plupart des activités sociales de Pontevedra.

## Description
Cette place présente la structure typique des places espagnoles de la fin du XIXe siècle, avec un monument commémoratif au centre. La place a une forme rectangulaire irrégulière et couvre une superficie de plus de 4 000 mètres carrés. Elle dispose de 1 350 mètres carrés pavés en pierre et de 2 200 autres en pavés, auxquels s'ajoutent les espaces paysagers, avec des sections de terre compactée, autour du Monument aux héros de Puente Sampayo. Le pavé est l'élément dominant mais la pierre est utilisée pour mettre en valeur les éléments saillants.
Dans la partie nord de la place se trouvent les inscriptions Circunvalación et Concello Pontevedra réalisées dans les dalles de granit du pavage. La place d'Espagne fait office d'espace de transition entre le centre historique de la ville et l'Alameda de l'Architecte Sesmero. Onze rues convergent ici en un grand espace ouvert : Michelena, Alameda, General Martitegui, Prudencio Landín, Herreros, Arzobispo Malvar, Mestre Mateo, Paio Gómez Charino, Bastida, Gran Vía de Montero Ríos et Marquis de Riestra.
La place est présidée sur son côté est par l'hôtel de ville de Pontevedra, le siège du pouvoir politique municipal. Sur son côté ouest se trouve le bâtiment de la subdélégation du gouvernement, siège du pouvoir politique de l'État. Sur son côté sud-ouest, entouré de jardins et de terre compactée, se trouve le Monument aux héros de Puente Sampayo. En face, au sud-est du monument, se trouvent les ruines du couvent Saint-Dominique.

## Bâtiments remarquables
Le bâtiment le plus important de la place est l'hôtel de ville de Pontevedra, qui se trouve sur le côté est de la place et en constitue le point central. Il s’agit d’un édifice éclectique, d'inspiration parisienne, conçu par l'architecte Alejandro Sesmero et inauguré en août 1880. L'édifice est un ensemble équilibré avec de grandes colonnes ioniques (au rez-de-chaussée) et corinthiennes (à l'étage) qui mettent en valeur sa partie centrale. La porte d'entrée a un arc en plein cintre orné d'une couronne de feuilles de chêne, symbolisant la force, et les fenêtres sont décorées des armoiries de la ville. Les colonnes qui encadrent l'entrée sont sur un grand piédestal surélevé et sont couronnées par des chapiteaux ioniques ou corinthiens romains très décorés. Sesmero a remplacé l'acanthe par de la végétation (des feuilles, des fruits) accrochée à la colonne. La balustrade qui court au sommet contient quatre cratères aux coins.
Sur le côté sud-ouest de la place se trouve le bâtiment de la subdélégation du gouvernement (Hôtel de Préfecture), exemple d'architecture institutionnelle du milieu du XXe siècle, inauguré en 1958. La façade principale présente une entrée monumentale avec un portique de colonnes jumelées indépendantes d'ordre dorique surmonté de la balustrade d'une terrasse conçue pour les autorités, délimitée par une galerie en arc avec des fenêtres en demi-cercle. Ce corps central sert de lien avec l'entrée principale du bâtiment.
Tout près de ces bâtiments se trouvent d'autres édifices importants et représentatifs de la ville : le palais du conseil provincial de Pontevedra, les ruines du couvent Saint-Dominique, le lycée Valle-Inclán, l'ancienne école normale de Pontevedra et l'ancienne caserne Saint-Ferdinand, ainsi que le monument aux héros de Puente Sampayo.

## Galerie d'images

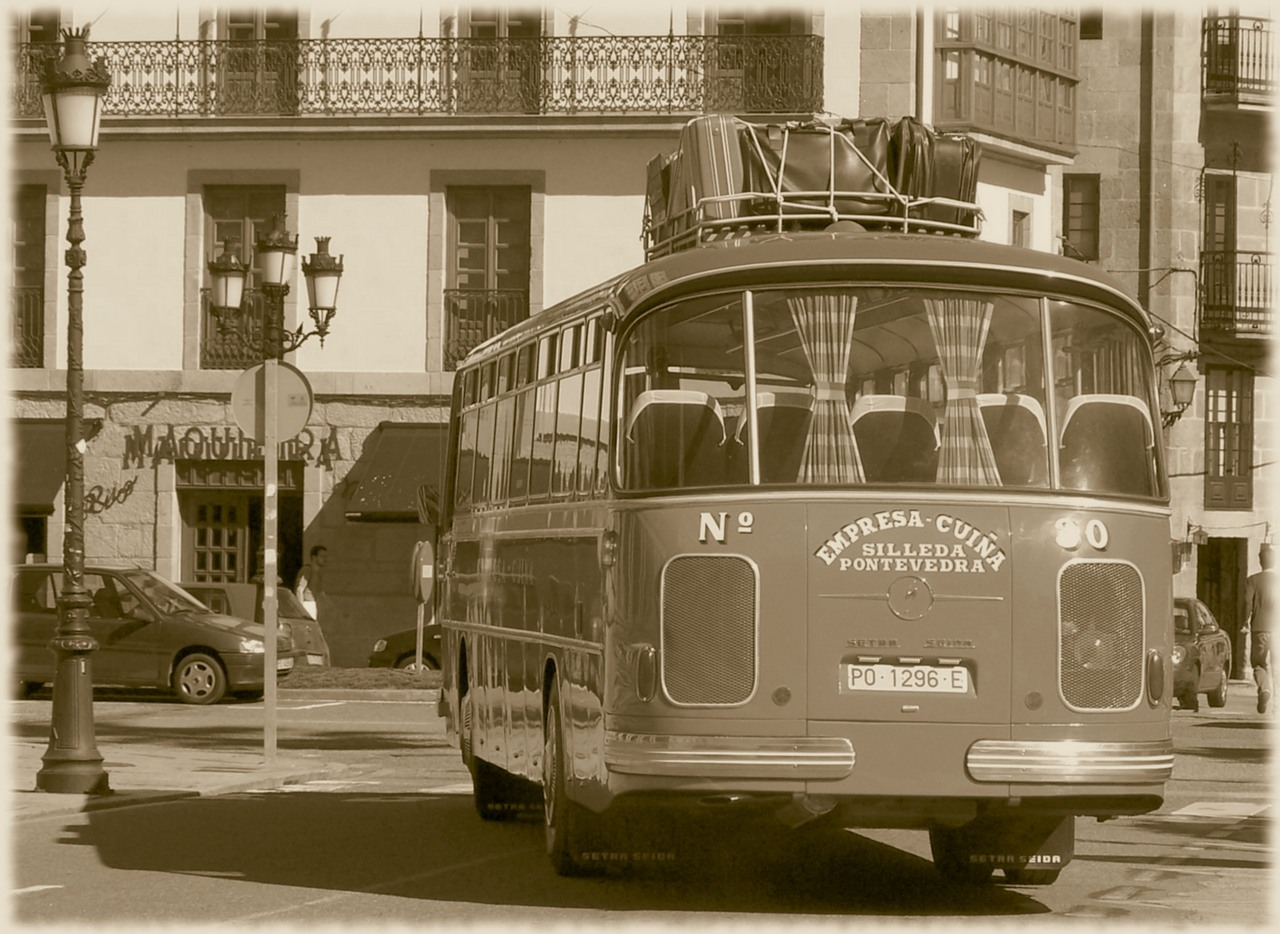
Autobus sur la place en 2006
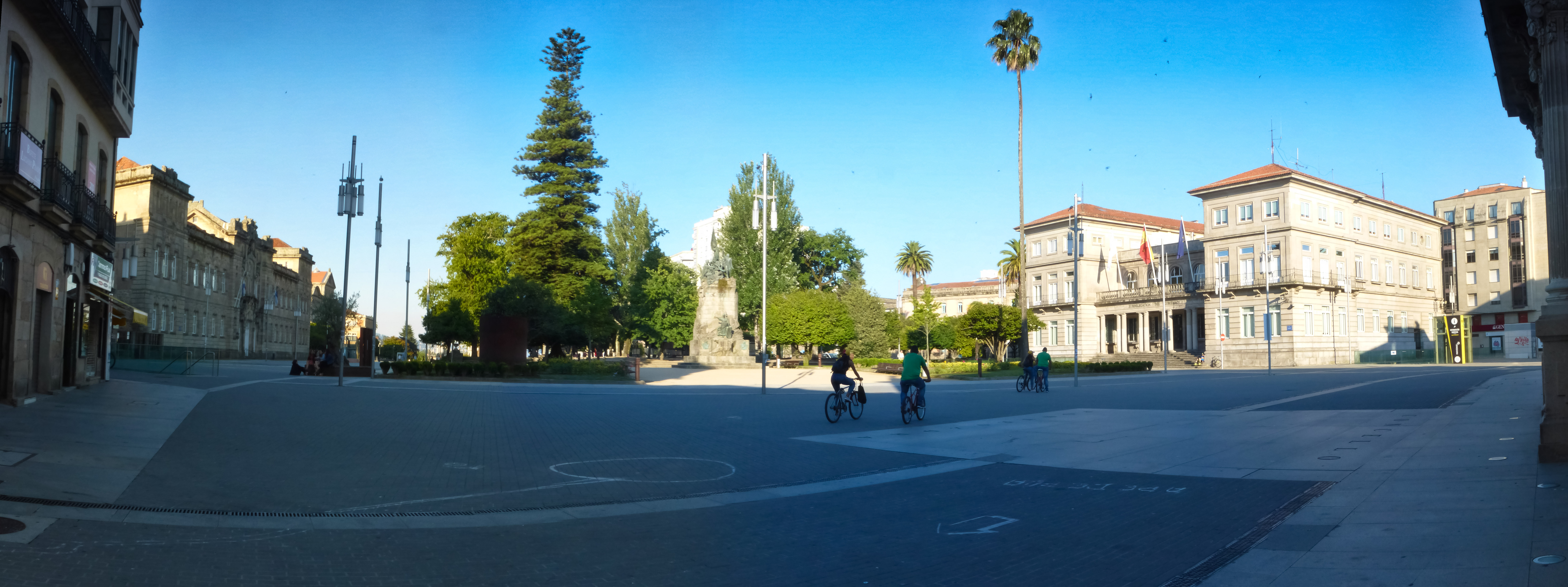
Vue panoramique de la place
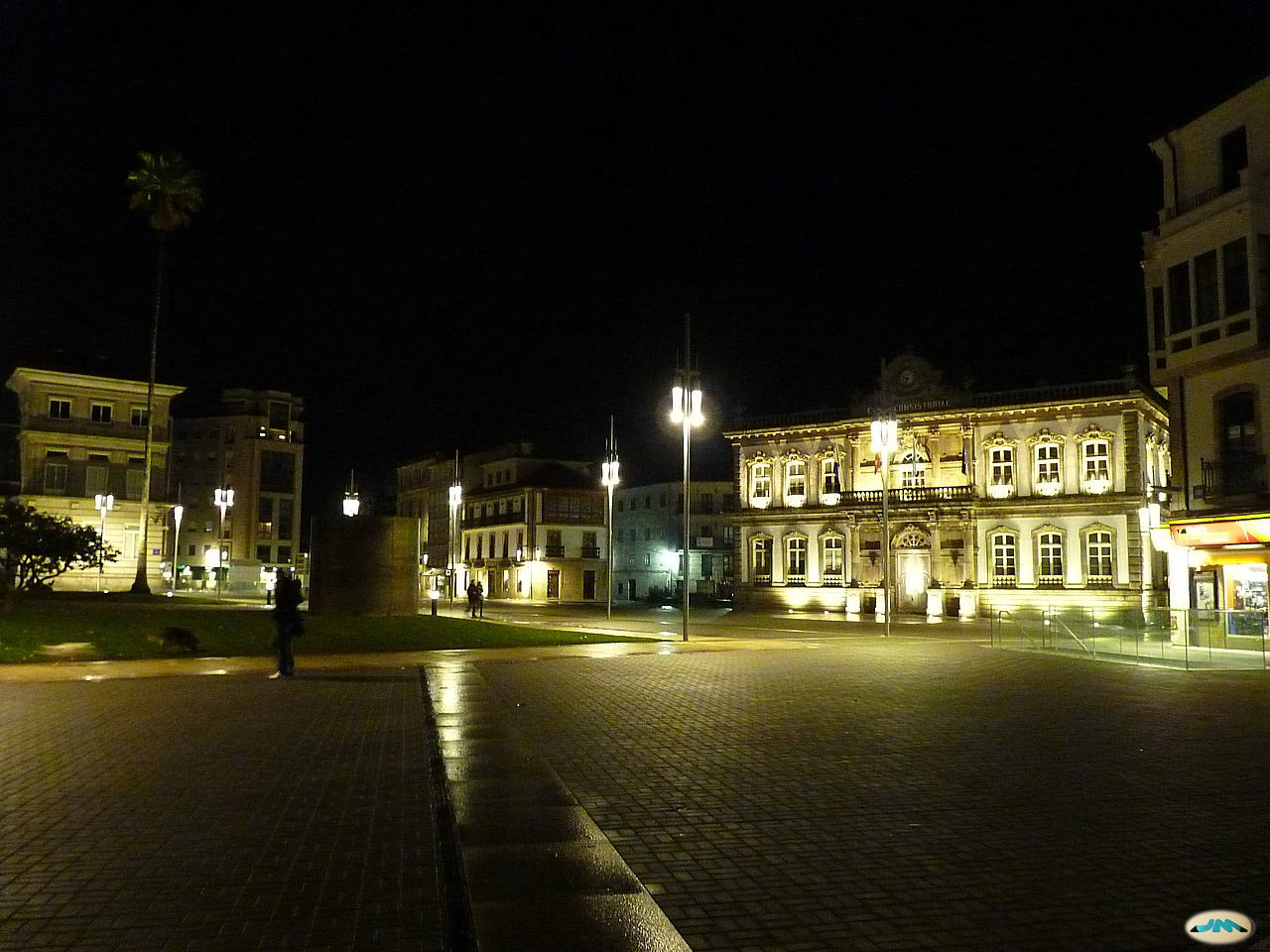
La place, la nuit
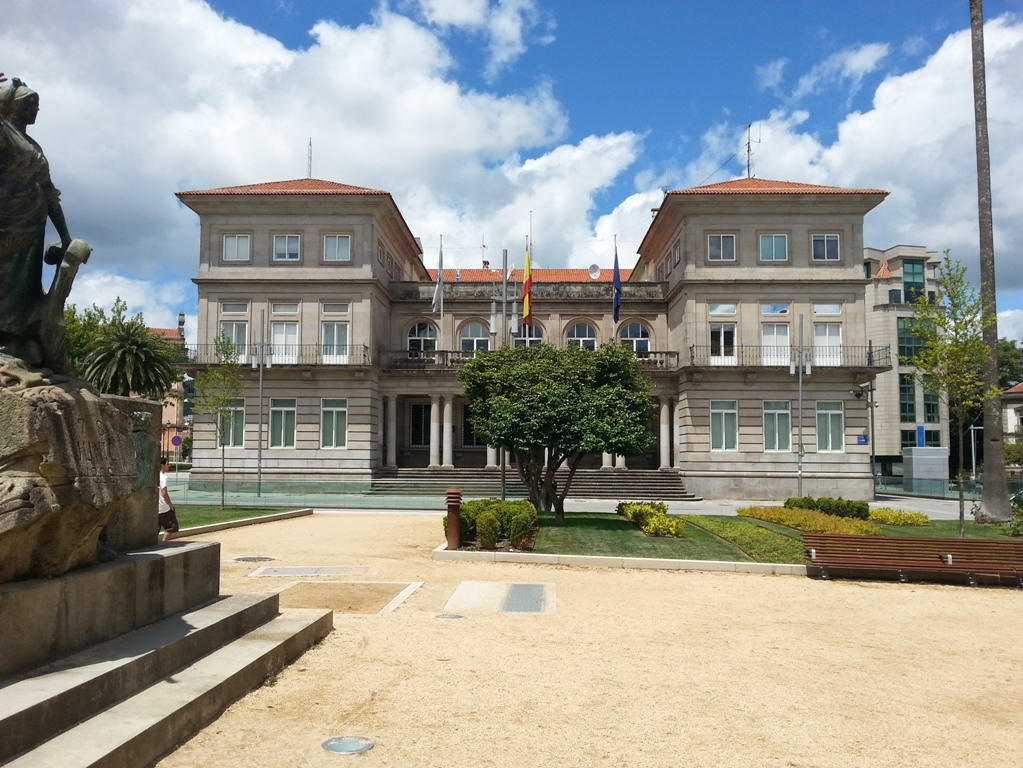
Hôtel de préfecture
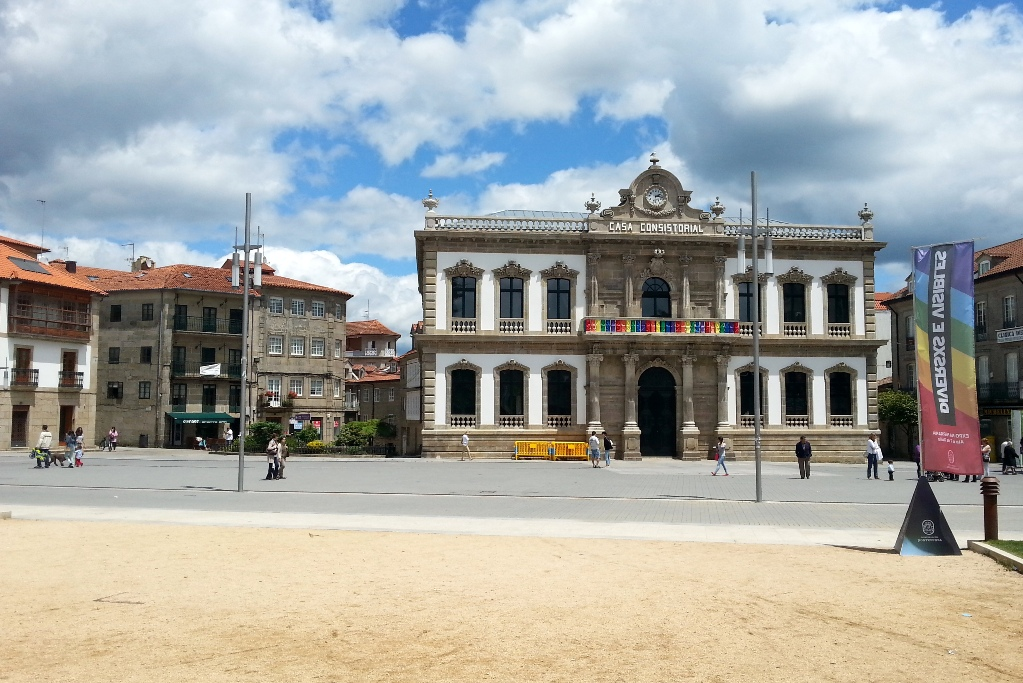
Place d'Espagne
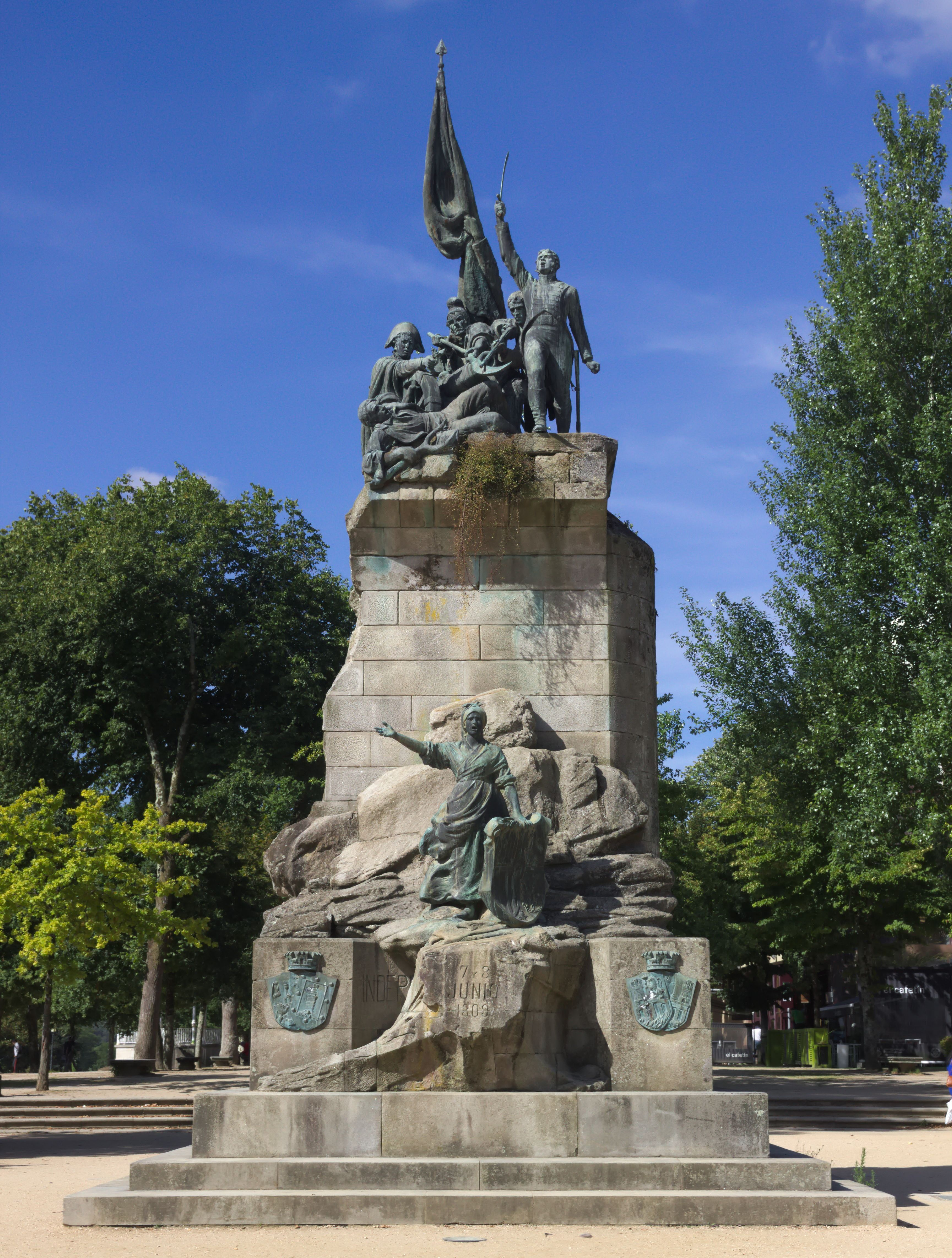
Monument aux héros de Puente Sampayo
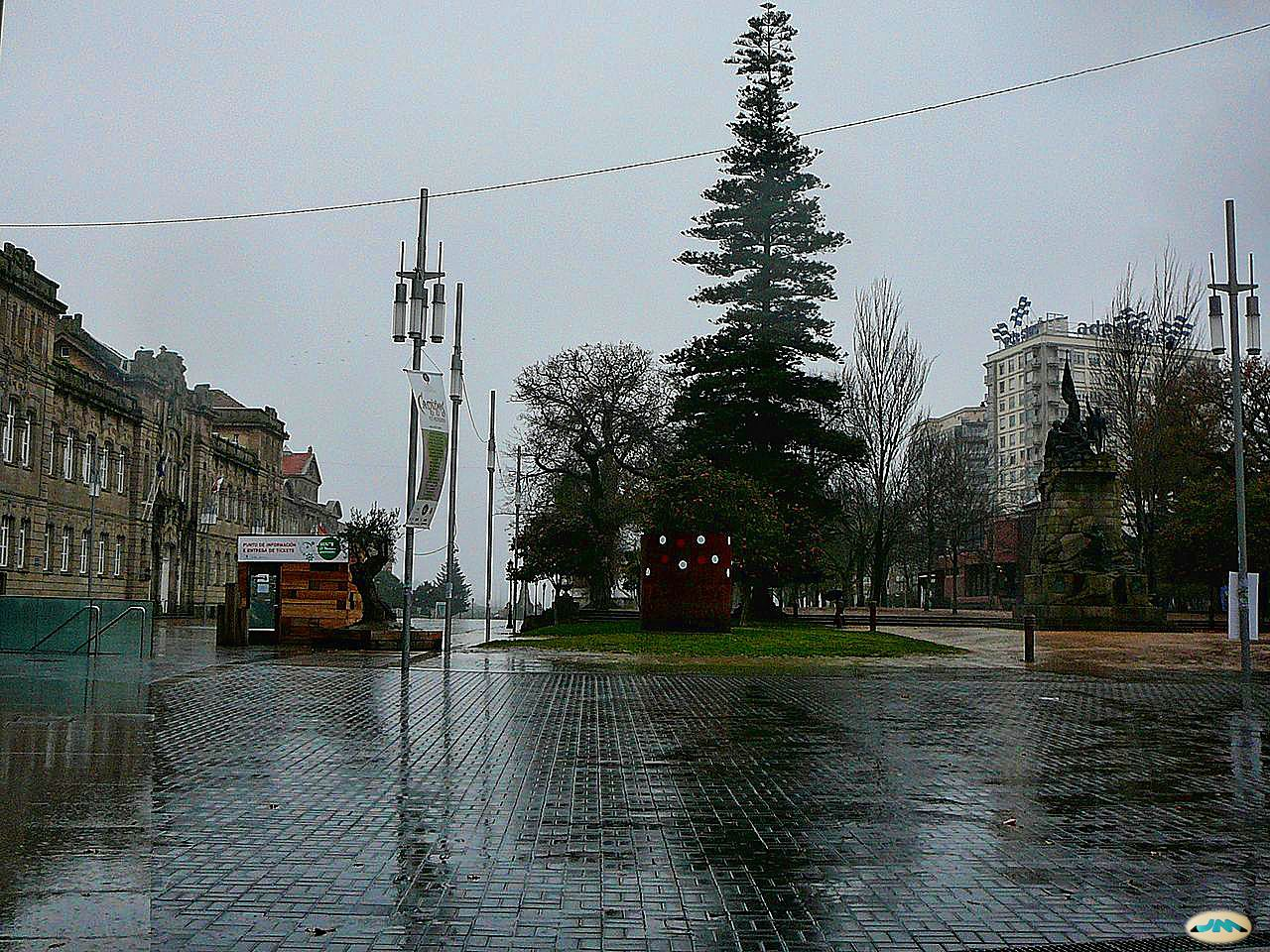
Pavés mouillés de la place
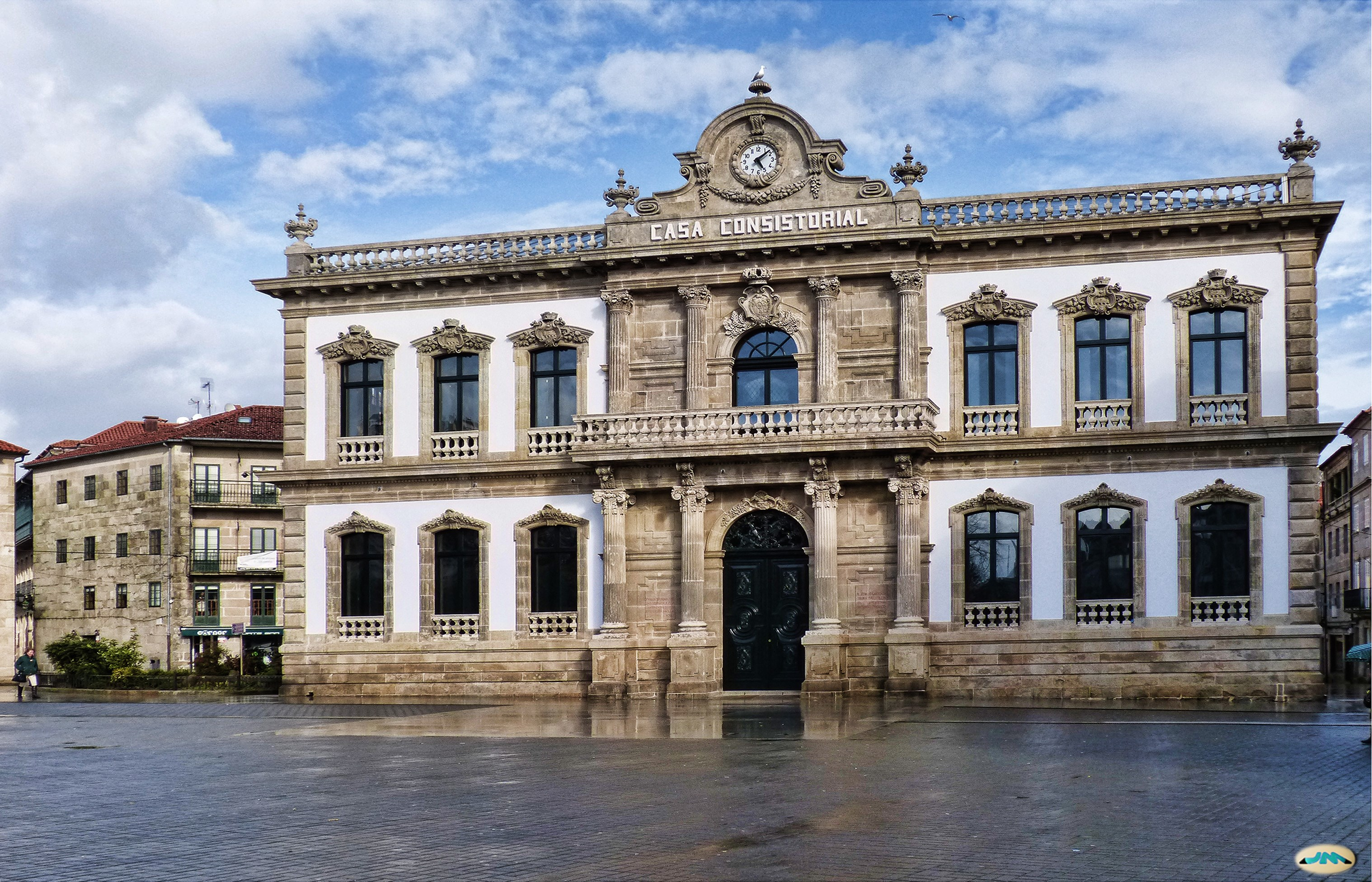
Hôtel de ville de Pontevedra
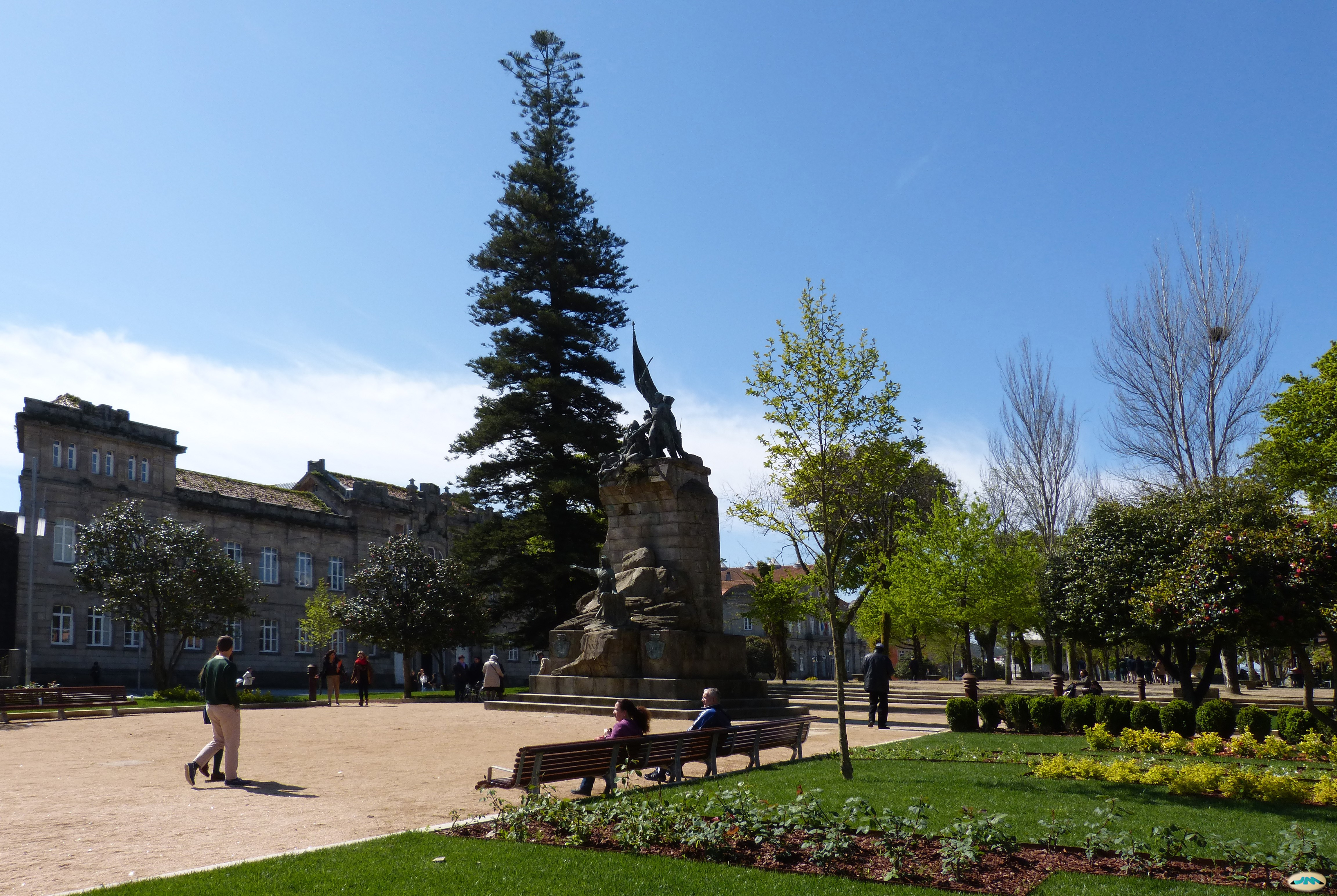
Jardins et monument aux héros de Puente Sampayo
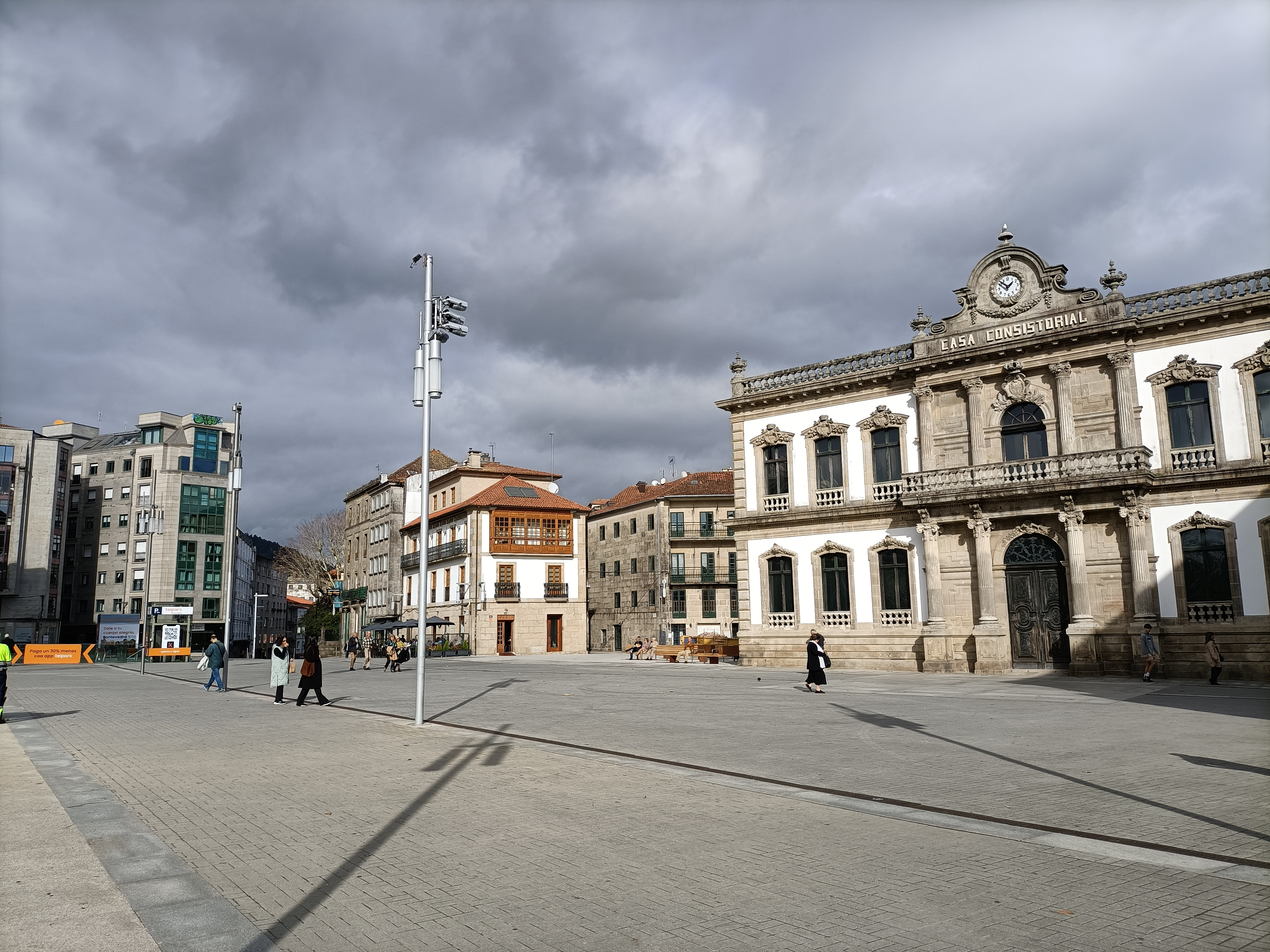
La place d'Espagne en novembre 2023
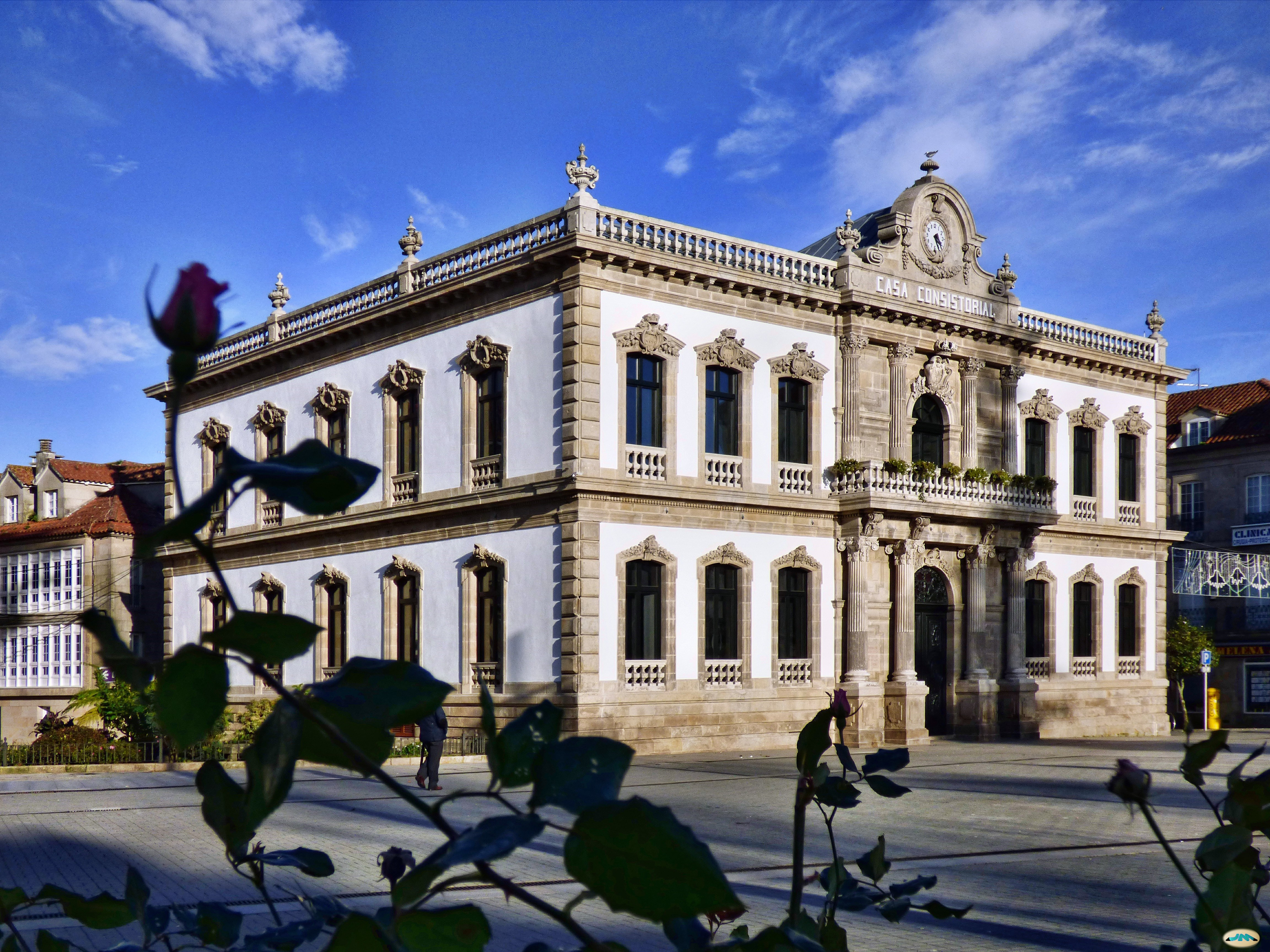
Façade ouest de l’hôtel de ville